# سال‌های بی‌پناهی
سال‌های بی‌پناهی نام یک مجموعه تلویزیونی ایرانی به کارگردانی «شاهرخ ذوالریاستین» است که در سال ۱۳۵۲ تولید و از تلویزیون ملی ایران پخش گردید.

## خلاصه داستان
داستان این مجموعه تلویزیونی خانوادگی، درباره زوجی با نام‌های «میترا» و «بهمن» و خانواده‌های آنان است. داستانِ همیشگی مادرزن و مادرشوهر، انتظاری که با ناکامی به‌سر می‌رسد و سوءتفاهم‌هایی که هر کس به سهم خویش، بدان دامن می‌زند...

## بازیگران
- اقدس اعلامی
- شهلا قائم‌مقامی